# Hotsumi Ozaki
Hotsumi Ozaki (尾崎 秀実; Shirakawa, 29 aprile 1901 – Tokyo, 7 novembre 1944) è stato un giornalista giapponese.
È stato consulente del Primo Ministro Fumimaro Konoe ed agente segreto comunista al servizio dell'Unione Sovietica nel paese del Sol Levante. Sia prima che durante la Seconda guerra mondiale ebbe un ruolo centrale nella rete di spionaggio messa in piedi da Richard Sorge, e contribuì in maniera diretta a influenzare le decisioni del Giappone riguardo la politica estera.

## Biografia

### Gli inizi
Ozaki nacque il 29 aprile del 1901 a Shirakawa, Gifu, da una famiglia di antica tradizione Samurai. Ancora in tenera età si mosse con i genitori a Taiwan, così crescendo a Taipei: l'infanzia e l'adolescenza vissute qui lo faranno avvicinare alla cultura cinese.
Il padre, che lavorava per il governo coloniale giapponese, crebbe Ozaki nella consapevolezza che il Giappone fosse il Paese più avanzato dell'Asia e avesse perciò una speciale missione civilizzatrice verso tutti i Paesi del continente.
Per meglio comprendere la Cina, a Ozaki fu impartita una educazione bilingue, tanto giapponese quanto cinese, che comprendeva anche la letteratura dei due Paesi. Ben presto cominciò ad opporsi alla brutalità degli ultra-nazionalisti giapponesi verso i cinesi: questi, in pieno delirio razzista, vedevano i cinesi come coloro che erano adatti a essere schiavi, e così nel tempo vi fu una progressiva alienazione della Cina.

### La conversione al comunismo
Ozaki ritornò in Giappone nel 1922, quando si iscrisse all'Università imperiale di Tokyo, nel dipartimento Legale. Sconvolto dalle azioni del governo successivamente al Grande terremoto del Kantō del 1923, decise di convertirsi al Marxismo: dopo il terremoto, infatti, membri dell'estrema destra cominciarono pulizie etniche nei confronti di Coreani e persone di sinistra, senza che la polizia facesse nulla per fermare le violenze. Ozaki si infuriò per l'omertà dimostrata dalle forze dell'ordine, e decise così di lasciare gli studi nel 1925, dopo essere stato coinvolto in attività per il Partito Comunista Giapponese. Nel 1926 si unì al giornale Asahi Shimbun, dove scrisse articoli sulle figure di Lenin e Stalin. L'anno seguente, fu trasferito a Osaka, al Mainichi Shimbun.
Nel novembre 1928 si mosse a Shanghai, con la convinzione che le lamentele cinesi fossero principalmente rivolte alla Gran Bretagna, la cui economia parassitica nei confronti della Cina non poteva che creare malcontento nei movimenti nazionalisti. Fu con grande sorpresa che Ozaki accolse le urla di alcuni manifestanti che al contrario inneggiavano contro il Giappone, al grido di "Espellete il Giappone" e "Boicottiamo i beni giapponesi". Appena poté, Ozaki si mise in contatto con i membri del Partito Comunista Cinese, nonché con la giornalista comunista Agnes Smedley e con i membri del Comintern aventi base operativa a Shangai. Fu la Smedley a far incontrare Ozaki e Sorge nel 1930.
Negli articoli di giornale, Ozaki si mostrò empatico nei confronti del nazionalismo cinese, impegnato nella lotta contro i Trattati ineguali. Nel 1932 ebbe il compito di coroner durante la Prima battaglia di Shangai: lì ebbe modo di vedere i giapponesi trucidare civili per le strade della città. I suoi connazionali consideravano i cinesi delle mere "formiche", non più esseri umani, che dovevano essere schiacciate. Tale trattamento riservato alla popolazione di Shangai traumatizzò Ozaki per il resto della sua vita.
Durante la sua permanenza a Shangai, Ozaki svolse alcuni compiti per il Comintern su indicazione di Richard Sorge, interessato in particolare a saggiare l'entità delle forze giapponesi di stanza in Cina e le capacità militari dell'esercito di Chiang Kai-shek. Motivo di apprensione per Stalin era la possibilità che il Giappone scatenasse una guerra contro la Cina per il controllo della Manciuria, con successive mire espansionistiche nei territori sovietici. Il periodo cinese dell'asse Smedley - Sorge - Ozaki servì per testare la rete di spionaggio che sarebbe poi stata applicata in tutta la sua forza in Giappone, nonostante la Smedley, dopo l'avventura di Shangai, non sia stata più coinvolta nella rete.

### La rete di Richard Sorge
Appena tornò a Tokyo (1934) riallacciò i rapporti con Sorge. Scrivendo libri e articoli, Ozaki si affermò in madrepatria come esperto delle questioni Cino-giapponesi: fu reclutato da Ryunosuke Goto nel 1937 per entrare a fare parte dello Shōwa Kenkyūkai, un comitato a cui aderivano consiglieri e persone fidate del Primo Ministro giapponese Fumimaro Konoe. Dal 1938, fu invitato dallo stesso Konoe ad entrare a far parte del suo circolo più esclusivo, altresì noto come "Club della colazione": era questi un circolo composto da membri selezionati, con i quali Konoe discuteva degli eventi più importanti almeno una volta a settimana durante la colazione. Pertanto, Ozaki assunse una posizione di rilevanza fondamentale in quelli che erano, a tutti gli effetti, incontri in cui si decideva il destino del Giappone.
Grazie alla sua vicinanza con il Primo Ministro, Ozaki riuscì a diventare consulente della ferrovia della Manciuria meridionale, la rete perciò di infrastrutture responsabile della buona riuscita delle operazioni militare sul territorio e della dislocazione dell'esercito presso un confine pericoloso per l'Unione Sovietica. Questa sua posizione, nel mentre che scoppiava in Europa l'Operazione Barbarossa, fece sì che Sorge potesse trasmettere a Mosca fondamentali informazioni circa la dimensione del dispiegamento bellico giapponese nel Manciukuò e la possibilità che l'Impero del Sol Levante muovesse guerra contro l'URSS. Come membro del "Club della colazione", nel 2 giugno del 1941, Ozaki supportò la posizione secondo cui il Giappone si sarebbe dovuto espandere verso sud, cioè invadendo le Indie orientali olandesi e Singapore, sostenendo così la posizione avversa alle insistenti richieste di Adolf Hitler di un intervento militare giapponese contro l'Unione Sovietica in Siberia. Grazie a tale decisione, la Russia poté spostare sul fronte occidentale 18 divisioni, 1700 carri armati e 1500 aerei da combattimento dall'Estremo Oriente per arrestare l'avanzata Nazista, proprio nei delicati giorni della Battaglia di Mosca. In un dispaccio inviato da Sorge a Mosca, si legge che "elementi autorevoli sono d'accordo che, se la Germania vincerà, il Giappone potrà assicurarsi ciò che gli interessa in Estremo Oriente in avvenire, e perciò non è necessario muovere guerra all'Unione Sovietica. Essi ritengono inoltre che, se la Germania non riuscirà a distruggere il regime sovietico e a cacciarlo da Mosca con la forza, il Giappone aspetterà il momento buono fino alla primavera prossima (1942)."
Ma Ozaki non si limitò a frenare l'impeto dell'esercito imperiale nel Manciukuò. Ebbe infatti un ruolo determinante nel premere affinché i giapponesi, con mire espansionistiche, decidessero di attaccare gli Stati Uniti d'America nel Pacifico in luogo dell'URSS in Siberia. Prima di Pearl Harbor, infatti, il Giappone cercò con insistenza la pace con Roosevelt; cosa che non riuscì, come si può leggere in un telegramma trasmesso da Sorge verso l'Unione Sovietica: "Otto (nome con cui è conosciuto Ozaki nella rete di spionaggio) ha visto il messaggio inviato agli Stati Uniti (dal Giappone). Non conteneva proposte concrete ma trattava solo di problemi generali da discutersi durante i negoziati nippo-americani. Otto ha fatto presente che fino a ora gli Stati Uniti non hanno preso sul serio le proposte giapponesi". E ancora: "Contrariamente alle aspettative, la situazione generale si è tesa a causa del limite di tempo imposto dall'esercito e dalla marina a Konoye per i negoziati. Secondo informazioni che Otto ha ottenuto da una persona [...] vicina a Konoye, il limite ultimo è stato fissato per la fine di ottobre. E' probabile che la marina entri immediatamente in azione nel sud, qualora i negoziati falliscano prima". Impressionante è notare come questa nota, inviata a Mosca nei primi giorni di ottobre, contenga esattamente ciò che sarebbe poi successo sul fronte orientale del conflitto mondiale: il dispaccio continua sostenendo che "Otto ha saputo da fonti della marina che il limite stabilito è breve, e che se la prima settimana di ottobre non si sarà ricevuta una risposta soddisfacente dagli USA, la marina entrerà in azione".
Proprio la vicinanza con il mondo politico giapponese fa sì che le informazioni in possesso di Ozaki siano sempre molto dettagliate e precise. Un altro telegramma, inviato stavolta da Ozaki a Sorge perché quest'ultimo ne traesse le dovute conclusioni in ottica sovietica, spiega il punto di vista di Ozaki sulla vicenda USA-Giappone-URSS: "1. Nonostante gli interessi comuni, vi è una grande differenza tra le richieste del Giappone [...] e dell'America. Non ci sono speranze d'accordo. 2. Gli strati superiori dei circoli politici e finanziari erano ansiosi di evitare la guerra, ma il popolo giapponese, in conseguenza della propaganda condotta dallo scoppio dell'"incidente cinese", riteneva di poter condurre vittoriosamente la sua "guerra santa". I gruppi favorevoli all'Asse avevano pieno sostegno delle masse. 3. La situazione economica del Giappone era pessima nel complesso, ma le forze combattenti, specialmente la marina, non erano state mai così bene equipaggiate. Trassi tali conclusioni sul blocco economico da conversazioni giuntemi dalla Società delle ferrovie della Manciuria Meridionale, e quelle sull'atteggiamento del popolo giapponese dai viaggi per conferenze che feci nel paese".

### La morte
Il 15 ottobre 1941, una decina di giorni dopo il telegramma di inizio ottobre atto a tranquillizzare l'URSS sull'ipotetico imminente attacco nipponico in Siberia, Ozaki fu arrestato come interessato dall'"Incidente di Sorge". Durante il processo, si rilevò come Ozaki avesse lavorato con Sorge dal suo ritorno in Giappone, e grazie alla sua vicinanza con Konoe e con l'ambiente politico giapponese, fu in grado di raccogliere informazioni riservate e documenti segreti. Il 7 novembre 1944 gli fu comminata la condanna a morte e impiccato.
Una collezione di lettere che Ozaki scrisse a sua moglie e a sua figlia durante la sua prigionia fu pubblicata con il nome di L'amore è una stella cadente nel 1946, e divenne un bestseller in Giappone.
Dopo la guerra, la figura di Ozaki venne associata a quella di un martire. Dal 1975 in poi, ammiratori visitano tanto la tomba di Ozaki quanto quella di Sorge.

## Letture
- Johnson, Chalmers. An instance of treason: Ozaki Hotsumi and the Sorge Spy Ring. Stanford CA, Stanford University Press
- Johnson, Chalmers, La storia del dottor Sorge e di Ozaki Hotsumi, Editori Riuniti, 1965
- Deakin, Frederick W., Storry, George R., Il caso Sorge: la spia di Stalin in Estremo Oriente, Resgestae, 2022
- Whymant Robert, Stalin's spy: Richard Sorge and the Tokyo Espionage Ring, St. Martin's Press, 1996